# Andrzej Wroński
Andrzej Adam Wroński (Kartuzy, 8 de octubre de 1965) es un deportista polaco que compitió en lucha grecorromana.
Participó en cuatro Juegos Olímpicos de Verano, entre los años 1992 y 2000, obteniendo en total dos medallas de oro, en Seúl 1988 y Atlanta 1996, ambas en la categoría de 100 kg.
Ganó cuatro medallas en el Campeonato Mundial de Lucha entre los años 1993 y 1999, y cinco medallas en el Campeonato Europeo de Lucha entre los años 1989 y 1996.

## Palmarés internacional
| Juegos Olímpicos   | Juegos Olímpicos         | Juegos Olímpicos  | Juegos Olímpicos |
| Año                | Lugar                    | Medalla           | Categoría        |
| ------------------ | ------------------------ | ----------------- | ---------------- |
| 1988               | Seúl (Corea del Sur)     | Medalla de oro    | 100 kg           |
| 1996               | Atlanta (Estados Unidos) | Medalla de oro    | 100 kg           |
| Campeonato Mundial |                          |                   |                  |
| Año                | Lugar                    | Medalla           | Categoría        |
| 1993               | Estocolmo (Suecia)       | Medalla de bronce | 100 kg           |
| 1994               | Tampere (Finlandia)      | Medalla de oro    | 100 kg           |
| 1997               | Breslau (Polonia)        | Medalla de bronce | 97 kg            |
| 1999               | El Pireo (Grecia)        | Medalla de plata  | 97 kg            |
| Campeonato Europeo |                          |                   |                  |
| Año                | Lugar                    | Medalla           | Categoría        |
| 1989               | Oulu (Finlandia)         | Medalla de oro    | 100 kg           |
| 1990               | Poznań (Polonia)         | Medalla de bronce | 100 kg           |
| 1992               | Copenhague (Dinamarca)   | Medalla de oro    | 100 kg           |
| 1994               | Atenas (Grecia)          | Medalla de oro    | 100 kg           |
| 1996               | Budapest (Hungría)       | Medalla de bronce | 100 kg           |